# Fabien Arcelin
Pour les articles homonymes, voir Arcelin.
Fabien Arcelin est un médecin et préhistorien français, né le 5 juin 1876 à Chalon-sur-Saône et mort le 23 octobre 1942 à Lyon. Il est inhumé à La Roche-Vineuse. Médecin, radiologue, radiothérapeute, il fut l’un des pionniers de la radiologie française. Préhistorien, il a exploré le site de la roche de Solutré.

## Études
Collégien à Mâcon, Fabien Arcelin s’intéresse à l’histoire naturelle et accompagne son père, Adrien Arcelin, sur les fouilles archéologiques qu’il conduit sur le site de la roche de Solutré. Le jeune homme saura continuer les recherches de son père, co-inventeur du site préhistorique de Solutré avec Henry Testot-Ferry, et fera plusieurs publications de ses découvertes.
Il obtient, le 11 juillet 1896, une licence de sciences naturelles, à la faculté des sciences à Lyon. Ensuite, il poursuit ses études à la faculté de médecine de Lyon. Sous la direction du professeur Étienne Destot, il s’intéresse aux recherches sur les rayons X.
Fabien Arcelin soutient un doctorat à l’université de Lyon en février 1906. Sa thèse porte sur les rayons X, sous l'intitulé: Les formes de l'aire de projection du cœur pathologique, étude de radioscopie orthogonale.

## Premiers travaux
Il est aussitôt nommé à Lyon, chef du Laboratoire de Radiologie du centre hospitalier Saint-Joseph Saint-Luc qu’il organise.
Il participe au Congrès de l’AFAS, l'Association française pour l'avancement des sciences, qui se tient à Lyon en août 1906 , sous la présidence de Jean-Alban Bergonié.
En 1911, il réalise auprès de ses collègues le premier sondage sur les effets secondaires de l'irradiation.
Son activité clinique est spécialisée sur le radiodiagnostic des voies urinaires, il pratique la radiothérapie.
En janvier 1914, Arcelin collabore au premier numéro du Journal de Radiologie et d’Électroradiologie.

## Un radiologue pendant la Grande Guerre en 1914-1918
Du 27 au 30 juillet 1914, pendant l’Exposition Internationale urbaine de 1914 organisée à Lyon, il est rapporteur du 7e Congrès International d’Électrologie et de Radiologie Médicales. Dans le grand amphithéâtre de la faculté de médecine, il donne une communication intitulée: Phénomènes cutanés tardifs dus à la radiothérapie.
Quelques jours plus tard la guerre est déclarée, les collègues allemands, avec lesquels il travaillait, rentrent chez eux dans un pays qui devient ennemi. Le 2 août 1914, Fabien Arcelin reçoit sa mobilisation pour la Grande Guerre, il est affecté au service de radiographie et centre vaccinogène de l’Hôpital Desgenettes à Lyon. Il est responsable de la XIVe région militaire pour la radiologie. 
Son activité de radiologue consiste à rechercher les corps étrangers métalliques, l’examen radioscopique étant indispensable pour guider le chirurgien qui doit extraire les éclats d’obus. Le jeune radiologue met au point les techniques d’examen et les appareils radioscopiques qu’il faut fabriquer.
La radiologie et ses pionniers ont joué un rôle important dans le secours et les soins apportés aux blessés de la guerre de 1914-1918.

## Docteur Arcelin, radiologue et radiothérapeute
Après la guerre, le docteur Arcelin poursuit son métier de radiologue et radiothérapeute comme chef du service de radiologie du centre hospitalier Saint-Joseph Saint-Luc, à Lyon.
Il a donné son nom à la technique nommée Incidence d’Arcelin qu’il préconise pour réaliser des clichés du bassin. Le profil chirurgical d’Arcelin est encore utilisé de nos jours pour l’examen de la hanche lors de l’étude du col du fémur.
Il laisse aussi un ouvrage de référence sur l’utilisation des rayons X dans la détection des calculs rénaux: La Radiographie instantanée appliquée à l'examen des voies urinaires

## Préhistoire
Ses loisirs le ramènent dans sa maison de La Roche-Vineuse, en Bourgogne. Il poursuit les recherches archéologiques sur le site de la roche de Solutré. 
Il présente ses découvertes par des publications et des conférences aux sociétés savantes.
Les fouilles qu'il a conduites en 1909, dans le gisement de Solutré, ont permis de constater la superposition des couches magdaléniennes et aurignaciennes.
Il propose la création d'un musée préhistorique à Solutré auquel il confie les collections de son père. En 1920, il décide de léguer ses collections au Laboratoire de Géologie de l’Université de Lyon. 
En 1926, il est le président de l'Association régionale pour le développement des recherches de paléontologie humaine et de préhistoire.   

## Membre de sociétés savantes
- Académie des sciences, arts et belles-lettres de Mâcon : il est membre en 1905. Elu président en 1928, puis, vice-Président en 1929. Il siège au fauteuil n°1, 1908-1942[14].
- Association lyonnaise pour le développement des recherches de paléontologie humaine et de préhistoire : Membre et président en 1926[15].
- Société d'anthropologie de Lyon: membre, puis secrétaire 1910-1912[16].
- Société linnéenne de Lyon: membre de 1895-1941, il est président en 1927[17].
- Société d’Histoire et d’Archéologie de Chalon-sur-Saône.

## Distinctions
Fabien Arcelin est Chevalier de la Légion d'honneur, le 20 mai 1920.

## Famille
Fabien Arcelin a épousé le 20 novembre 1909, dans le 2e arrondissement de Lyon, Thérèse Chartron, nièce par alliance du professeur Jean-Pierre Morat qui est son témoin. 
Fabien Arcelin et son épouse ont sept enfants. Thérèse et ses enfants ont eu un rôle actif dans la Résistance intérieure française durant la Seconde Guerre mondiale. Thérèse, Suzanne, Madeleine et Paulette ont été incarcérées dans la prison Montluc à Lyon. Thérèse a été libérée par erreur. Monique, Suzanne, Paulette puis Madeleine ont été déportées séparément à Ravensbrück après être passées par le fort de Romainville. Elles en sont revenues toutes les quatre vivantes.
En septembre 2018, le conseil municipal de la ville de Lyon décide la création d'une rue "Famille-Arcelin" dans le 2e arrondissement, en mémoire de l'action de cette famille dans la Résistance,.

## Publications
- 1906, Les Formes de l'aire de projection du cœur pathologique,[23] étude de radioscopie orthogonale. Lyon, Rey, 115 p.
- 1907, Bibliographie des travaux d'Adrien Arcelin. Protat frères, 32 p.
- 1910, Les dernières fouilles de Solutré. Discussion. Bull. Soc. Anthrop. Lyon, 28 : 41-42.
- 1911, Calculs du rein et de l’uretère[24], notes cliniques et radiologiques, avec M. Rafin, Maloine, Lyon, 542 p.
- 1917, L'Exploration radiologique des voies urinaires[25]; lithiases et projectiles de guerre. Masson et cie, 175 p
- 1923, Sur la découverte d'hommes fossiles d'âge aurignacien, à Solutré. Paris, avec Déperet C. et Mayet L.
- 1924, Stratigraphie du gisement du Crot-du-Charnier. Bull. bi-mens. Soc. linn. Lyon, 3 : 4.
- 1924, Le Cheval de Solutré au Muséum d'Histoire Naturelle de Lyon. Bull. mens. Soc. linn. Lyon, 3 : 37.
- 1924, Paléontologie humaine. Nouvelles découvertes dans le gisement, préhistorique de Solutré (Saône et Loire). avec Ch. Depéret, Fabien Arcelin et Lucien Mayet. C. R. Acad. des Sc. Paris, t. 177, p. 618.
- 1926, Solutré. Résumé historique, stratigraphique, archéologique, anthropologique. Lyon, Impr. des Missions africaines, 64 p.
- 1927, Fouilles à Solutré en 1925. Lyon, Bosc et Riou.
- 1936, Arcelin Fabien, Roché Pierre. Les Brachiopodes bajociens du Monsard. Lyon : Laboratoire de géologie de la Faculté des sciences de Lyon, 1936 (Travaux du Laboratoire de Géologie de la Faculté des Sciences de Lyon. Ancienne série, 30)[26],[27]